# Molophilus baezi
Molophilus baezi là một loài ruồi trong họ Limoniidae. Chúng phân bố ở miền Cổ bắc.